# Тиханов, Василий Павлович
Васи́лий Па́влович Ти́ханов (19 ноября 1960) — советский гребец, серебряный призёр Олимпийских игр.

## Карьера
На Олимпиаде в Сеуле Тиханов в составе восьмёрки выиграл серебряную медаль. Через 4 года в Барселоне на Играх Василий Тиханов в составе восьмёрки Объединённой команды стал 10-м.

## Личная жизнь
Женат на гребчихе Ирине Калимбет.